# Naval Strike Missile
Naval Strike Missile (NSM) er et missil til anvendelse mod overfladeskibe og mål på jorden udviklet af den norske våbenproducent Kongsberg Defence & Aerospace (KDA).
Det oprindelige norske navn var Nytt sjømålsmissil, idet missilet skulle afløse missilet Penguin. Det engelske navn blev benyttet senere til brug for markedsføring for et internationalt marked.

## Udvikling
Den første produktionsaftale for fremstilling af Naval Strike Missile blev indgået i juni 2007. Missilet blev valgt af den norske flåde til at blive benyttet af fregaten Fridtjof Nansen og patruljeskibene i Skjold-klassen. I december 2008 blev NSM indkøbt af den polske flåde, der bestilte 50 landbaserede missiler til levering i 2013–2016. I juni 2011 blev gennemført succesfulde tests på den amerikanske base Point Mugu.
Missilet blev affyret første gang den 10. oktober 2012 af den norske flåde, og den 5. juni 2013 blev missilet affyret for første gang med et aktivt sprænghoved mod et skib, den udgåede fregat HNoMS Trondheim, der blev ramt, hvorefter sprænghovedet detonerede som planlagt.
Polen tog i juni 2013 missilet i brug ved landets kystbatteriberedskab og bestilet i december 2014 yderligere missiler og udstyr til landets sømissil-bataljon.
U.S. Navy gennemførte i september 2014 test af systemet Kongsberg indgik i 2015 samarbejde med den amerikanske virksomhed Raytheon om fremstilling af dele til systemet. Systemet indgik i konkurrencen til udvælgelse af et nyt "over-horisonten" missilsystem, og da Boeings forbedrede RGM-84 Harpoon og Lockheed Martins LRASM blev trukket ud af konkurrencen i maj 2017 var NSM eneste deltager i konkurrencen. NSM blev den 31. maj 2018 af den amerikanske flåde officielt valgt som våbensystem til flåden LCS-skibsklasse (mindre kystnære krigsskibe). Systemet bliver kaldt RGM-184A i amerikansk tjeneste. Ifølge Naval News er Arleigh Burke-klassens destroyer "US Fitzgerald" blevet set i Honolulu i juni 2024 med NSM missilaffyringsbeholdere installeret. NSM vil også blive benyttet af U.S. Marine Corps i en variant, hvor missilet kan affyres fra land.
På en våbenmesse i 2015 oplyste Malaysia, at landets flåde ville indkøbe NSM-systemet, og i februar 2017 oplyste den norske regering, at den tyske flåde ville købe et "betydeligt" antal enheder af systemet til en værdi af "mere end 10 milliarder norske kroner".

## Konstruktion og egenskaber
Missilet er konstrueret til af have en lille radarsignatur, der gør det vanskeligt at nedskyde indkommende missiler. Missilet vejer 410 kg og har en rækkevidde på 185 km. NSM er konstrueret til brug ved kystnære områder i optil 150-200 km fra kysten. Sprænghovedet er konstrueret til brug mod hårde mål.
Som forgængeren Penguin-missilet kan NSM flyve over og omkring landmasser, flyve tæt over havoverfladen og flyve i skiftende retninger kort forinden målet, hvilket gr missilet vanskeligt at nedskyde. Den norske flåde oplyste i 2016, at systemet også kan anvedes mod mål på jorden.
Efter affyring med en affyringsraket drives missilet ved høj subsonisk hastighed af en turbojetmotor.
Et NSM-kystbatteri består af tre missilaffyringskøretøjer, et kommandokøretøj for hele kystbatteriet, tre kommandokøretøjer, et mobilt kommunikationscenter, et mobilt radarkøretøj med TRS-15C radar, et transport- og ladekøretøj og et arbejdskøretøj. Hvert affyringskøretøj medbringer 4 missiler og kan forbindes internt i en afstand på op til 10 km, enten via radio eller ved optisk kabel; op til seks køretøjer med i alt 24 missiler kan forbindes. Ved installation på skibe kan NSM monteres på dækket i op til 6 affyringsmekanismer.

## Joint Strike Missile
En variant af missilet til brug for affyring fra kampfly er under udvikling. Missilet kaldes Joint Strike Missile (JSM) og har mulighed for at kommunikere med en central kommandopost eller med andre affyrede missiler. JSM vil blive integreret i Lockheed Martins F-35 Lightning II. JSM er det eneste krydsermissil, der kan transporteres internt i våbenbugten på F-35A/C. F-35 vil kunne medføre to JSM i sit interne våbendepot og fire eksternt.
Projektet er finansieret af Norge og Australien. Lockheed Martin og Kongsberg har indgået aftale om føles markedsføring af JSM.
Norge, Japan, Finland og USA har besluttet at erhverve Joint Strike Missile til F-35-fly. Australian Defense Strategic Review (DSR) anbefalede i 2023 at Royal Australian Air Force erhvervede JSM til sine F-35A'er og F/A-18F Super Hornets. 

## Lander der benytter NSM

### Nuværende lande
Norge
- Sjøforsvaret[35]

 Polen
- Polens flåde[36][37]

 USA
- U.S. Navy[16]
- U.S. Marine Corps[38]

 Storbritannien
- Royal Navy[39]

### Kommende lande
Australien
- Royal Australian Navy[40]

 Canada
- Royal Canadian Navy[41]

 Tyskland
- Deutsche Marine[22][42]

 Malaysia
- Malaysias flåde[43]

 Rumænien
- Rumæniens flåde[44] Leverancen beregnes afsluttet i Q4 2024.[45]

 Holland
- Koninklijke Marine[46]

 Letland
- Latvijas Jūras spēki[47]

 Belgien
- Composante marine[48]

 Spanien
- Armada Española[49]

### Lande der har udtrykt interesse
Ukraine
- Ukraines flåde[50]

 Indien
- Indiens Navy[51]

 Indonesien
- Indonesiens flåde[52][53]

 Sverige
- Svenska marinen[54]